# Talang Dantuk
Talang Dantuk is een bestuurslaag in het regentschap Seluma van de provincie Bengkulu, Indonesië. Talang Dantuk telt 833 inwoners (volkstelling 2010).